# M88 Recovery Vehicle
M88 Recovery Vehicle – amerykański wóz zabezpieczenia technicznego powstały na bazie czołgów M48 Patton/M60 Patton. Najnowsze wersje oznaczone są jako M88 Hercules (ang. Heavy Equipment Recovery Combat Utility Lifting Extraction System). Wóz został opracowany przez spółkę Bowen McLaughlin York (BMY) pod koniec lat pięćdziesiątych XX wieku. M88 znajduje się w produkcji od 1960 roku.

## Historia

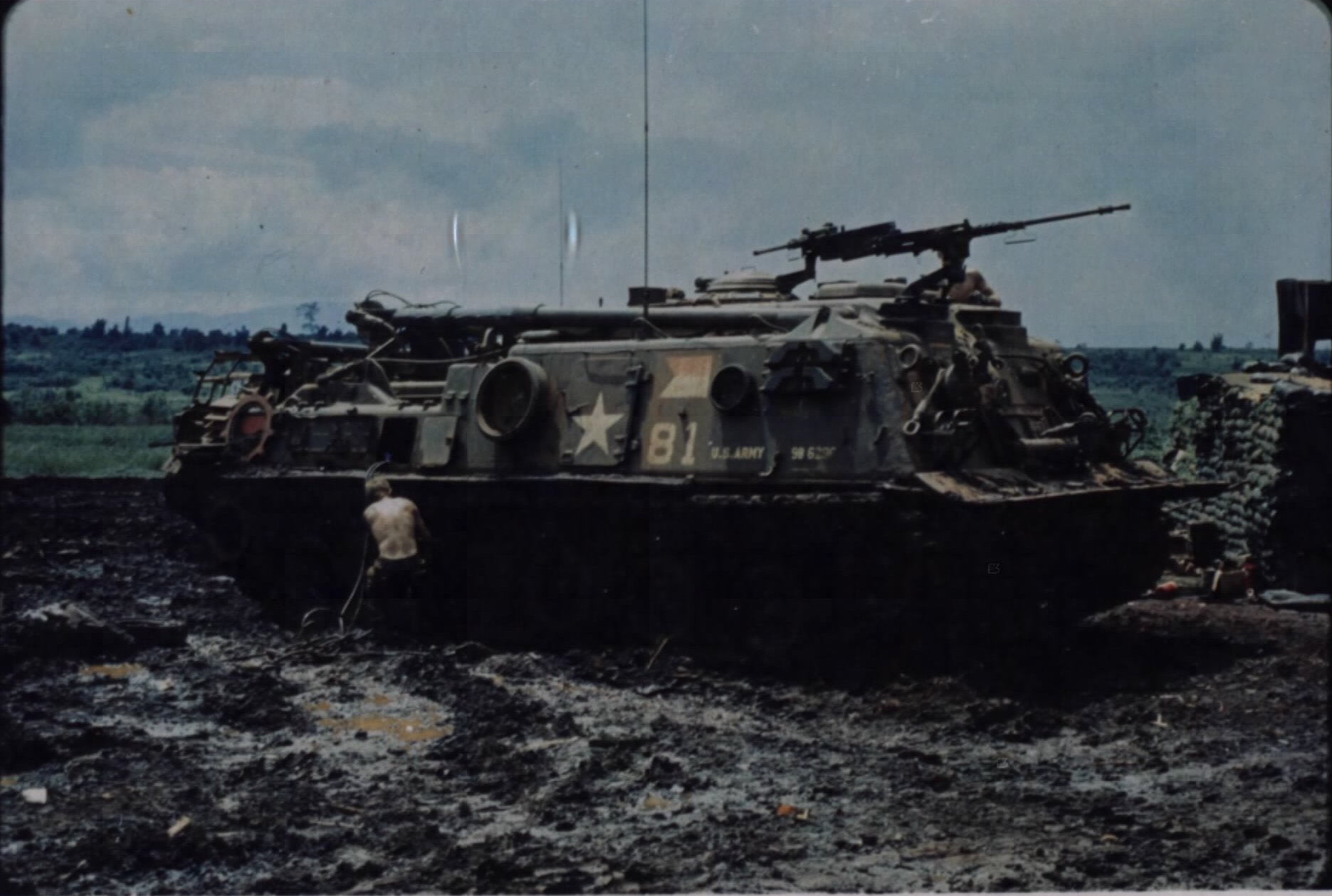
M88 RV w 1969 roku

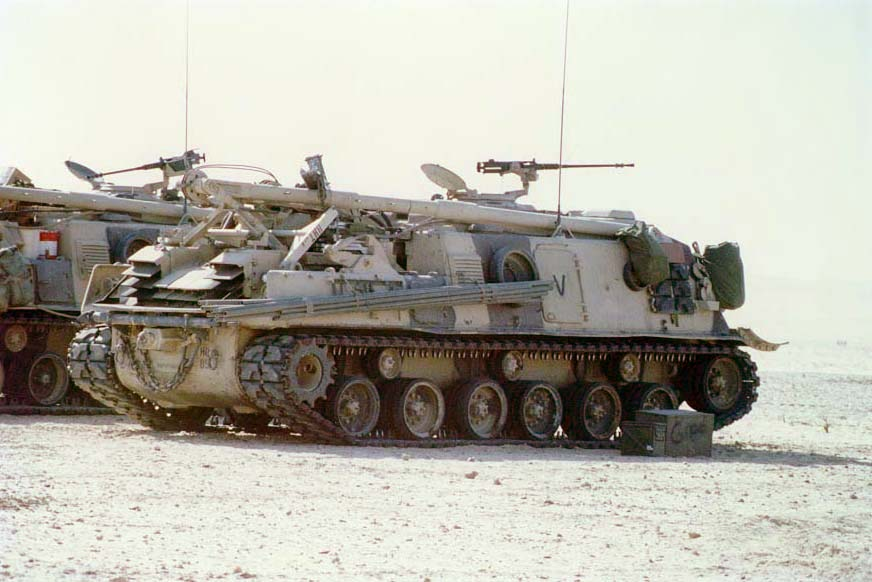
M88A1 w czasie I wojny w Zatoce Perskiej

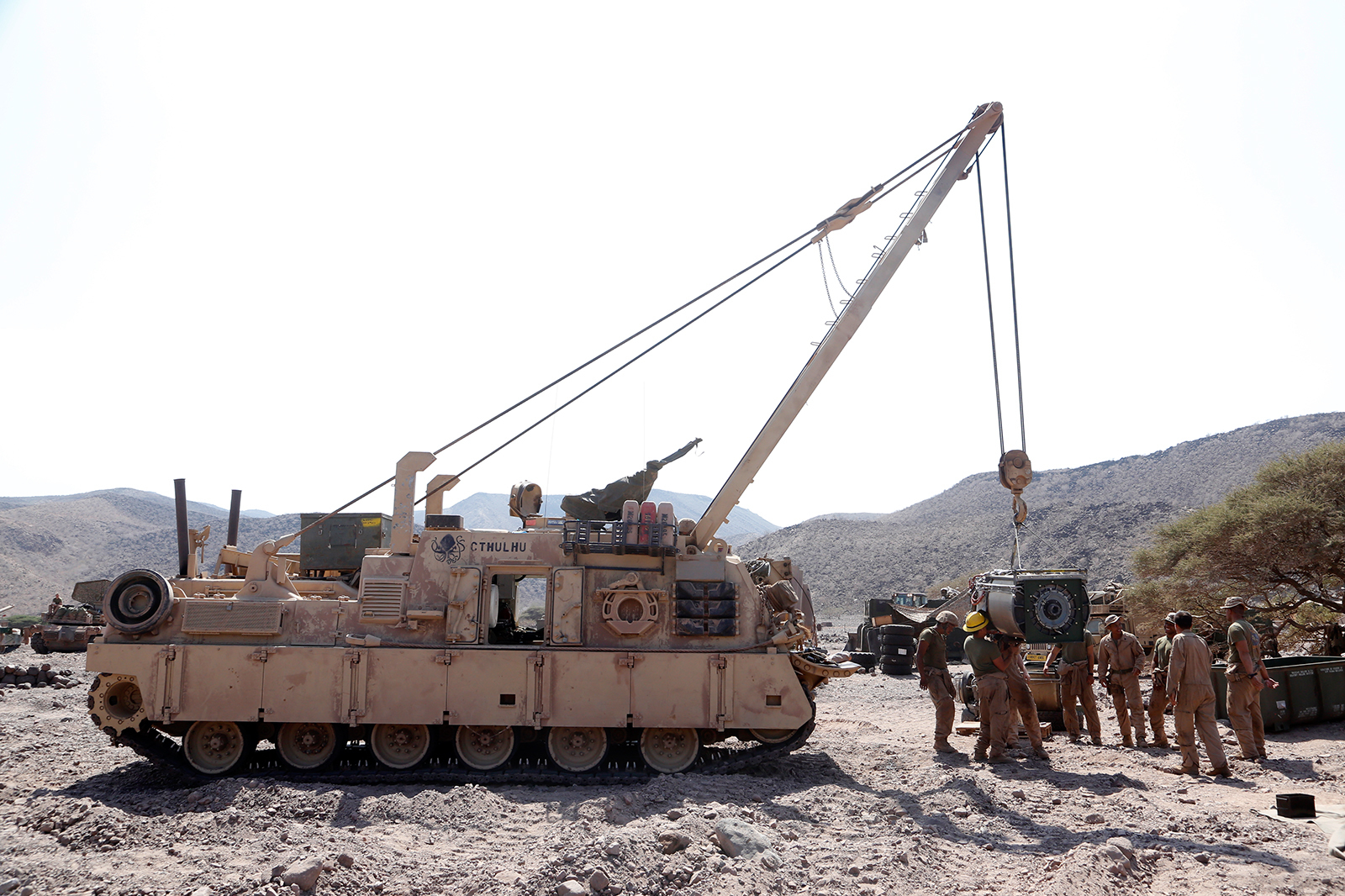
M88A2 podczas prac. Widoczne podwójne drzwi boczne oraz fartuchy

Po zakończeniu II wojny światowej podstawowym wozem zabezpieczenia technicznego w United States Army pozostawał M32 Tank Recovery Vehicle oraz jego zmodernizowana wersja M74 Armored Recovery Vehicle. Zbudowano je na kadłubie czołgów średnich M4 Sherman. Mimo że zmodernizowany M74 był w stanie poradzić sobie z nowo wprowadzanymi do służby czołgami podstawowymi M47 i M48 Patton, zaczęto poszukiwać nowego ciągnika ewakuacyjnego. W październiku 1954 roku rozpoczęto prace nad opracowaniem nowego wozu ewakuacyjnego dla United States Army, które byłyby w stanie zapewnić wsparcie dla czołgów M48. W celu unifikacji zdecydowano się osadzić wóz na podwoziu czołgu M48. Opracowywany wóz otrzymał oznaczenie T88. W grudniu tego samego roku w zakładach Detroit Arsenal Tank Plant zaprezentowano kilka koncepcji dla T88.
Do konkursu na realizację dalszych prac stanęły trzy spółki – Bowen McLaughlin York, Pacific Car & Foundry Company oraz FMC Corporation. Jednym z głównych wymagań było zamontowanie żurawia z przodu pojazdu, co zrobiła wyłącznie spółka BMY, pozostałe zamontowały urządzenie w tylnej części kadłuba. Z tego powodu odrzucono propozycje FMC oraz Pacific Car & Foundry Company i kontrakt na opracowanie i budowę T88 przyznano spółce BMY. Umowę zawarto w kwietniu 1956 roku. W 1958 roku zaprezentowano pierwszy prototyp T88 z silnikiem Continental z czołgu M48A2. Jednostka napędowa okazała być się zbyt słaba, dlatego ostatecznie zdecydowano się zamontować mocniejszą jednostkę benzynową i nową przekładnię.  W 1959 roku zatwierdzono ostateczny prototyp i zlecono budowę dodatkowych do testów. Produkcję seryjną rozpoczęto w 1960 roku, tym samym zmieniono oznaczenie z T88 na M88 Recovery Vehicle. W toku dalszej produkcji M88 osadzono na podwoziu nowych czołgów M60 Patton. Pierwsze egzemplarze wprowadzono do służby w 1961 roku. Do 1964 roku wyprodukowano od podstaw 1075 maszyn.
Szybko zdano sobie jednak sprawę, że podstawowy M88 charakteryzuje się niskim zasięgiem, wynoszącym około 320 kilometrów. Dodatkowo zastosowany silnik benzynowy był paliwożerny. Zlecono więc opracowanie M88 z silnikiem wysokoprężnym. BMY otrzymał kontrakt na opracowanie wozu, zaś rok później zaprezentowano prototyp z jednostką dieslowską. Prototyp oznaczono jako M88E1. Silnik pochodził z czołgu M60 i wytwarzał 750 KM zamiast oryginalnych 980 KM oryginalnego silnika, ale zapewniał zwiększony moment obrotowy, co ułatwiało holowanie innych czołgów. Wraz z silnikiem zainstalowano również nową skrzynię biegów oraz zwiększono zasięg do około 480 kilometrów. W 1975 roku wóz przemianowano na M88A1. Produkcja tej wersji trwała do końca lat 80. XX wieku. Do wersji A1 przebudowano także 878 podstawowych M88.
W latach osiemdziesiątych w związku z pojawieniem się nowych czołgów podstawowych M1 Abrams w US Army zauważono, że M88 i M88A1 są zbyt słabe, aby poradzić sobie z holowaniem Abramsów. Rozpoczęto więc prace nad opracowaniem nowych ciągników ewakuacyjnych. Producent natomiast przewidział, że czołgi staną się cięższe, przez co przysporzą problemów logistycznych. W 1982 roku BMY rozpoczęła prace nad ulepszeniem wozów M88A1. Powstały pojazd został oznaczony jako M88AX. M88AX zyskał nowy silnik wysokoprężny o mocy 1050 KM. Od 1985 roku M88AX przechodził serię prób, podczas których osiągnął prędkość maksymalną 56 km/h i był w stanie holować czołg M1A1 Abrams z prędkością 40 km/h. Nie został wprowadzony do służby liniowej. Natomiast w 1987 roku BMY otrzymała kontrakt na wyprodukowanie pięciu ulepszonych M88A1, które byłyby lepiej przystosowane do wsparcia technicznego czołgów M1. Zdecydowano się na wykorzystanie doświadczeń z programu M88AX. Pojazdy otrzymały oznaczenie M88A1E1 Improved Recovery Vehicle, jednak w 1989 roku projekt M88A1E1 został anulowany z powodu cięć budżetowych.
Do prac nad ulepszeniem M88 powrócono w 1991 roku. Producent otrzymał kontrakt na kontynuowanie prac rozwojowych. Prace te trwały do 1993 roku, kiedy istniejące prototypy z poprzednich prób zostały przebudowane i poddane szeroko zakrojonym próbom. W 1994 roku zakontraktowano produkcję nowego pojazdu, ale z powodu dalszych cięć w budżecie obronnym, postanowiono przebudować wozy M88A1 do nowego standardu, zamiast budować zupełnie nowy pojazd. W 1997 roku, po przeprowadzonych testach nową ulepszoną wersję M88A1 przemianowano na M88A2 Hercules (Heavy Equipment Recovery Combat Utility Lifting Extraction System). M88A2 został wprowadzony do służby w 2000 roku i wykorzystuje wiele elementów testowanych w wersji M88A1E1.
Od 2005 roku producentem Herculesów jest spółka BAE System, a dokładniej jej filia BAE Systems Land and Armaments. W 2019 roku zawarła ona kontrakt na modernizację obecnych wozów M88A2 do nowego standardu M88A3. Podstawową zmianą w stosunku do starszej wersji będzie wyeliminowanie konieczności zaangażowania dwóch wozów do holowania najnowszej wersji czołgu podstawowego M1 Abrams. M88A3 będzie mógł samodzielnie przemieścić czołg tego typu. W M88A3 ulepszono układ napędowy, zawieszenie i gąsienice. W wyglądzie zewnętrznym da się zauważyć dodatkowe siódme koło jezdne zmniejszające nacisk na podłoże. Pojazd zyskał także nowe zawieszenie hydropneumatyczne z funkcją zablokowania gąsienicy w celu zapewnienia lepszej kontroli trakcji podczas podejmowania uszkodzonego czołgu. W wyniku modyfikacji zwiększyć ma się prędkość pojazdu, przeżywalność i niezawodność.

## Konstrukcja

### Kadłub i przedział załogi
M88 jest wozem zabezpieczenia technicznego o długości 8,27 m, szerokości 3,43 m oraz wysokości do stropu wynoszącej 3,12 m. Wymiary pojazdu pozostawały niezmienne przy okazji opracowywania kolejnych wersji rozwojowych. Masa M88 waha się od 50 ton do 63,5 tony w zależności od wariantu. Kadłub wykonano z pancerza o grubości 25 mm z przodu i po bokach, natomiast strop chroniony jest przez 19 mm pancerza. Przednia płyta kadłuba jest lekko pochylona, co podnosi efektywną grubość pancerza. Po lewej i prawej stronie kabiny znajdują się duże włazy, umieszczone tuż nad trzecim kołem jezdnym. Załoga składa się z czterech żołnierzy: kierowcy, dowódcy, mechanika oraz operatora wciągarki/żurawia.
Dowódca zajmuje miejsce na środku kabiny, za nim siedzi operator żurawia. Dowódca wozu dysponuje obrotową kopułą obserwacyjną oraz zamontowanym na nim karabinem maszynowym. Za kopułą dowódcy ulokowano właz dla operatora żurawia. Przednia część kabiny zajmowana jest przez kierowcę oraz mechanika. Każdy z nich ma do dyspozycji własny właz oraz trzy wizjery pozwalające obserwować przestrzeń przed wozem oraz po bokach. Kierowca dysponuje dodatkowym obrotowym peryskopem obserwacyjnym w swoim włazie.
W wersji M88A2 wzmocniono opancerzenie wozu. Zamontowano jednoczęściowe płyty pancerne do burt pojazdu, które pokrywały całą kabinę załogi i przedział napędowy. Dotychczasowe włazy boczne zastąpiono nowymi podwójnymi, gwarantującymi lepszą ochronę. M88A2 zyskał też opancerzone osłony boczne składające się z ośmiu oddzielnych paneli chroniące wóz na wysokości gąsienic.

### Napęd
Za kabiną załogi znajduje się przedział napędowy z silnikiem i przekładnią. W pierwszej wersji M88 napęd stanowił silnik benzynowy AVSI-1790-6A o mocy 980 KM sprzężony z przekładnią Allison XT-1400-2. Pozwalało to osiągać maksymalną prędkość 42 km/h, natomiast podczas holowania uszkodzonego pojazdu prędkość wynosiła 21 km/h. Szybko okazało się, że silnik benzynowy jest paliwożerny oraz dysponuje słabymi osiągami. W wersji oznaczonej jako M88A1 zastosowano jednostkę wysokoprężną AVDS-1790-2DR o mniejszej mocy 750 KM, jednak gwarantującą wyższy moment obrotowy i niższe spalanie, co przekładało się na większy zasięg. Była to jednostka 12-cylindrowa w układzie widlastym. Wraz z zastosowaniem nowego silnika w M88A1, zdecydowano się na wymianę przekładni na Allison XT-1410-4. Dodatkowo zainstalowano pompę hydrauliczną, która umożliwiała używanie wysięgnika i wciągarek w przypadku awarii napędu wozu.
Przy okazji opracowywania nowszego wariantu M88A2, lepiej dostosowanego do ewakuacji cięższych maszyn, zastosowano zupełnie nowy układ napędowy. Postanowiono zamontować w M88A2 powerpack AVDS-1790-8CR o mocy 1050 KM. Składa się on chłodzonego powietrzem, turbodoładowanego widlastego silnika wysokoprężnego, sprzężonego z przekładnią Allison XT-1410-5A. Prędkość maksymalna wzrosła do 48 km/h.

### Wyposażenie
Do samoobrony przeznaczony jest w wielkokalibowy karabin maszynowy Browning M2HB o kalibrze 12,7 mm, zamontowany we włazie dowódcy. Podstawowym elementem przeznaczonym do prac serwisowych jest składany żuraw, który jest podnoszony i opuszczany za pomocą układu hydraulicznego. Maksymalna nośność wynosi 25 ton w przypadku podstawowego M88 i M88A1. Ramię żurawia jest przymocowane do przedniej krawędzi dachu i składa się do tyłu. Z przodu pojazdu znajduje się lemiesz spycharki, o prawie tej samej szerokości co pojazd. Oprócz lemiesza i wysięgnika, wóz dysponuje wyciągarką o uciągu do 45 ton. M88A2 dysponuje wzmocnionym wysięgnikiem o udźwigu 35 ton i wyciągarką z uciągiem 70 ton.

## Eksploatacja

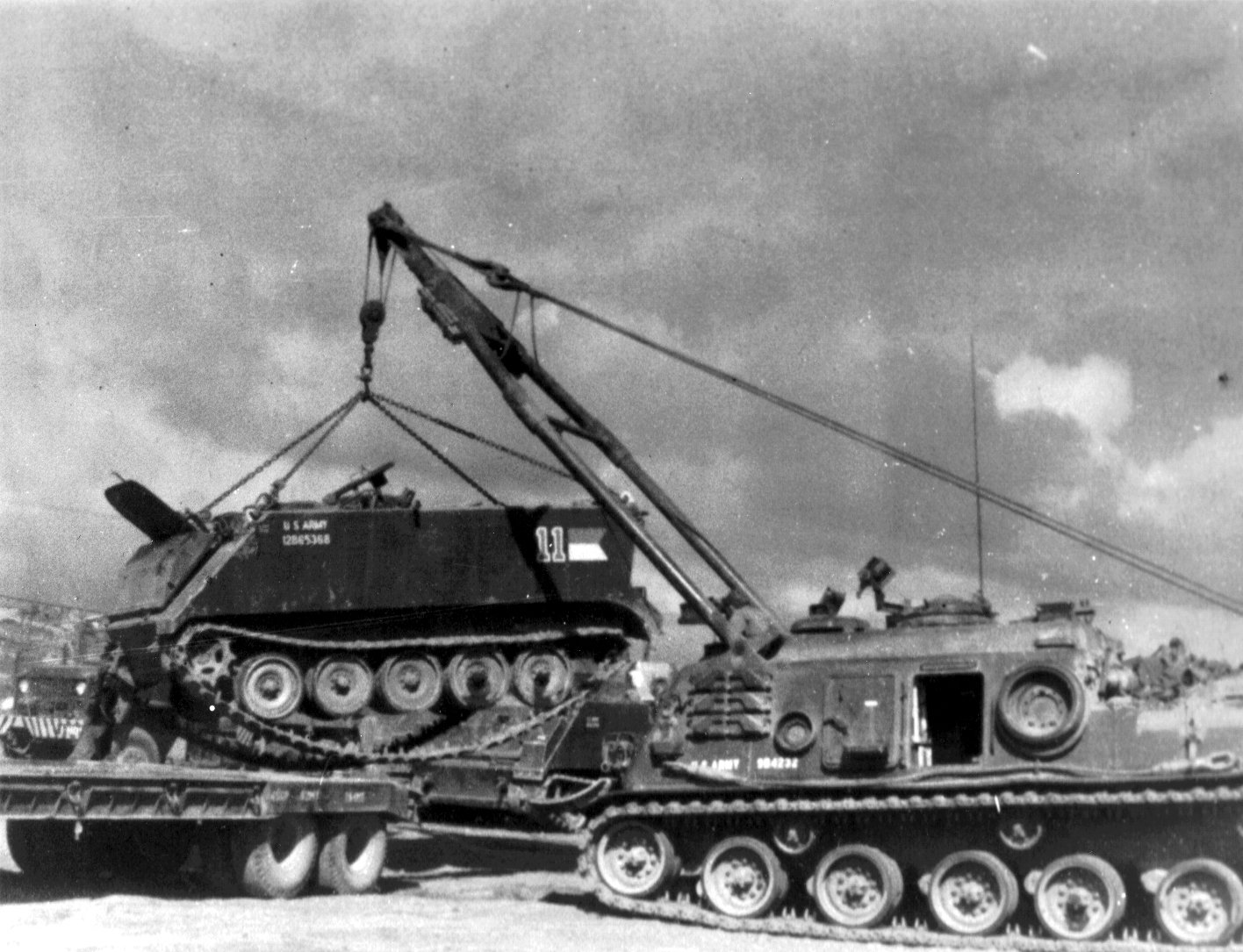
M88 unoszący transporter M113 w Wietnamie (1971)

M88 wszedł do służby w jednostkach liniowych w 1961 roku. Skierowano je w pierwszej kolejności do jednostek używających cięższych czołgów M48 oraz w późniejszym czasie M60. Wóz eksploatowany był w zasadzie wszędzie tam, gdzie znajdowały się amerykańskie wojska. Chrztem bojowym dla wozów M88 była wojna wietnamska, gdzie M88 służył obok starszych M51 na bazie czołgów Sherman oraz lekkiego pojazdu ratunkowego M578 LRV. M88 spisały się dobrze podczas działań wojennych – używano ich do oczyszczania terenu przy pomocy lemiesza oraz prac naprawczych. Dodatkowo były nieocenione przy wsparciu i ewakuacji nie tylko czołgów M48, ale i lżejszych M41 Walker Bulldog i transporterów opancerzonych M113. Wóz spisywał się również podczas I wojny w Zatoce Perskiej, gdzie po raz pierwszy M88 wspierał bojowo czołg M1 Abrams, a także bojowe wozy piechoty M2 i wozy rozpoznawcze M3 Bradley. M88 używano także w czasie misji KFOR w Kosowie. Z początkiem XXI w. podczas II wojny w Zatoce Perskiej wozy w wersji M88A2 Hercules przeszły swój chrzest bojowy, również wspierając czołgi Abrams i pojazdy towarzyszące powstałe na bazie M1.
Wóz też stał się bardzo popularny wśród użytkowników zagranicznych.

## Użytkownicy

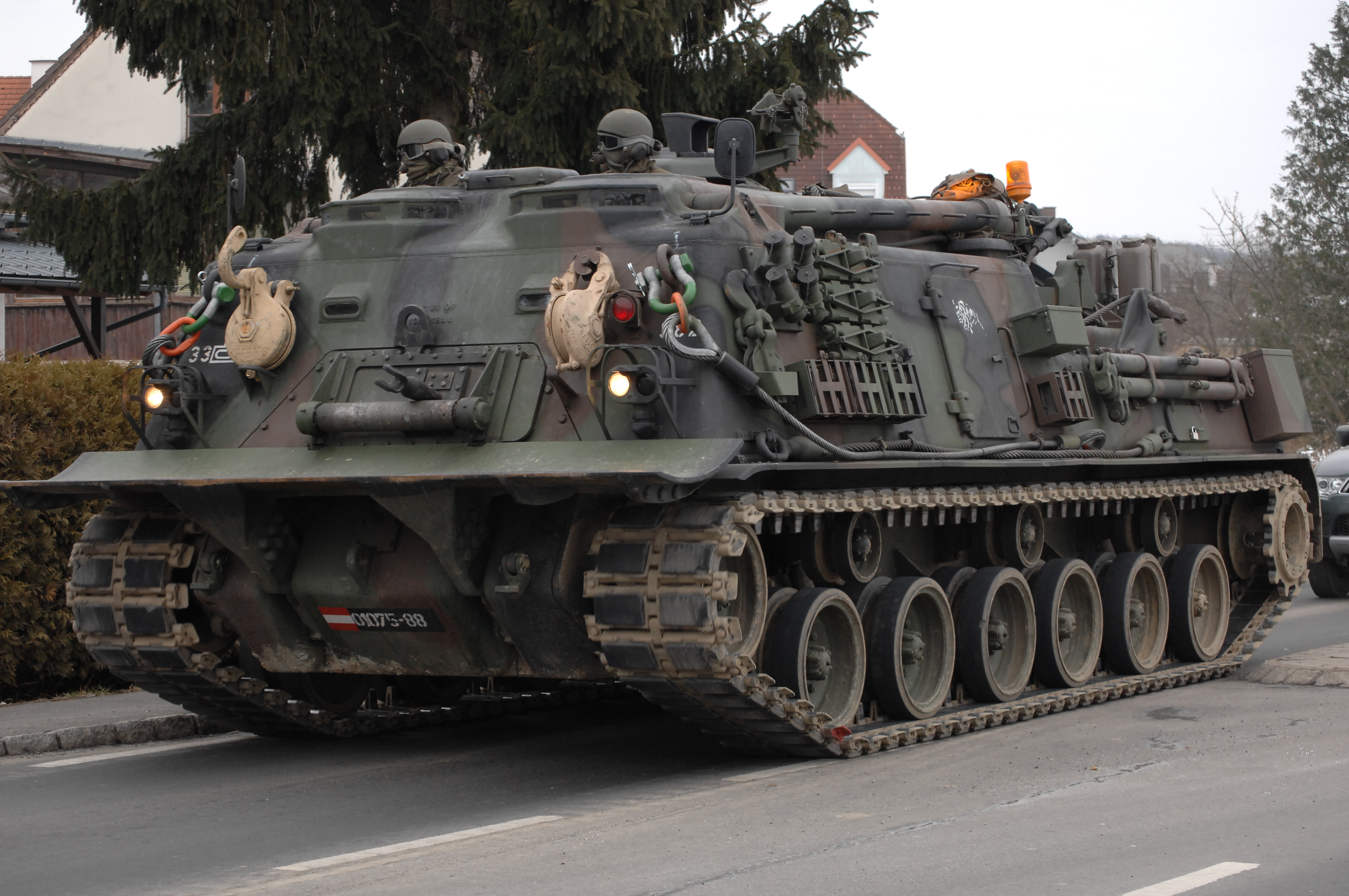
Austriacki M88A1

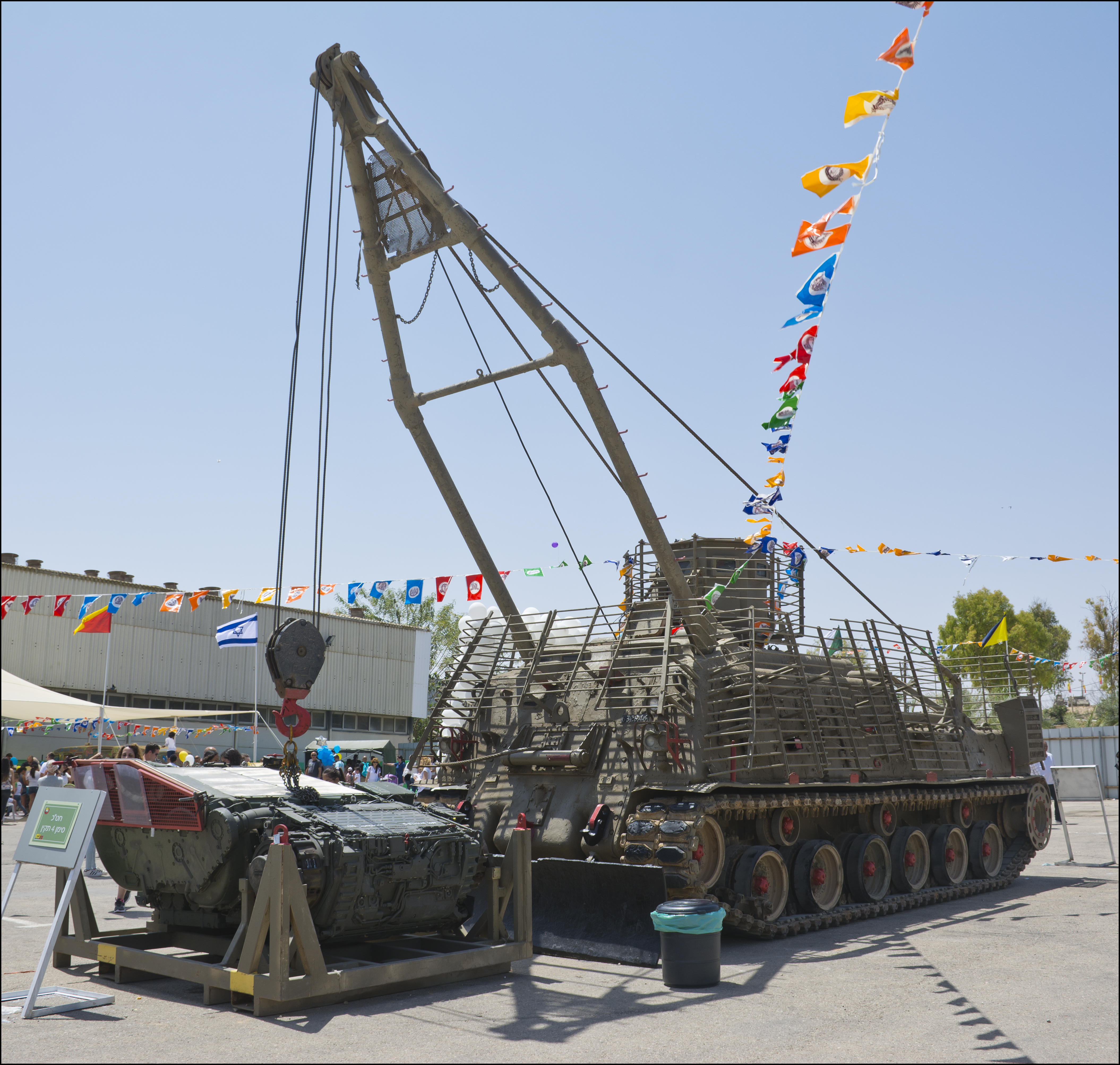
Izraelski M88

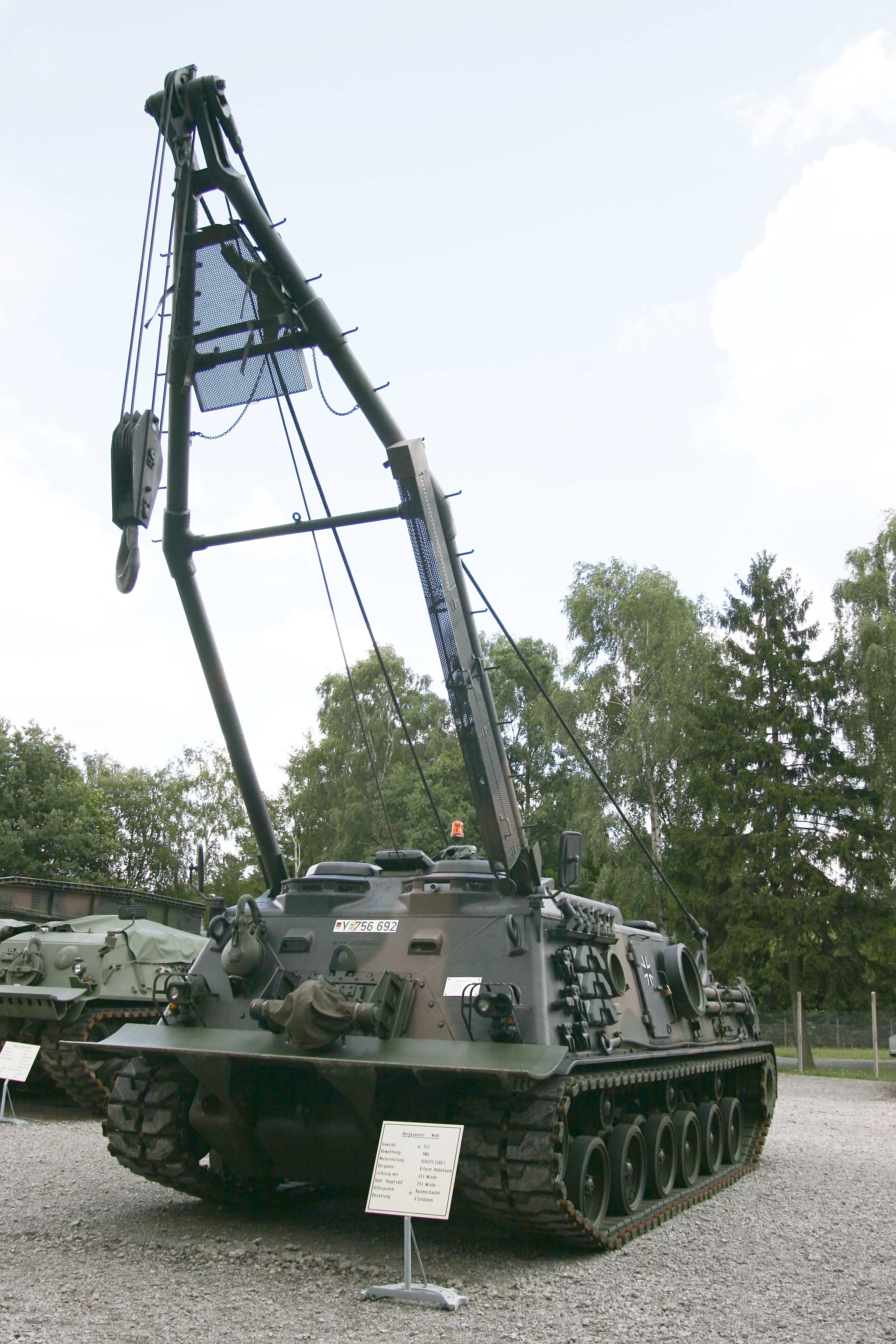
Niemiecki Bergepanzer 1 jako eksponat w muzeum w Münster

### Aktualni
- Australia – 13 M88A2 w służbie, 6 kolejnych zamówionych[7][8];
- Austria – około 10 sztuk w wersji M88A1 pozostaje w służbie[9];
- Arabia Saudyjska – 78 M88A1[2];
- Bahrajn – cztery M88A1[2];
- Brazylia – 17 M88A1 w służbie[10];
- Egipt – 221 M88A1 oraz 87 M88A2[2][9];
- Grecja – 95 M88A1[2];
- Irak – 37 M88A2[11][2];
- Izrael – 25 M88A1[2];
- Jordania – 52 M88A1[2];
- Liban – 35 M88A1 oraz dwa M88A2[2];
- Kuwejt – 14 M88A2[2];
- Maroko – 81 M88A1[2];
- Pakistan – 51 M88A1[12];
- Polska – zamówiono w 2022 roku 26 wozów M88A2 Hercules. Kilka sztuk wypożyczonych do szkolenia[13][14];
- Portugalia – sześć M88A1 oraz dwa M88A2G[15][2];
- Hiszpania – pojedynczy M88A1[2];
- Sudan – dwa M88A1[2];
- Republika Chińska – 37 M88A1, zamówiono 14 M88A2[16];
- Tajlandia – 22 M88A1 oraz sześć M88A2[17];
- Tunezja – sześć M88A1[2];
- Turcja – 33 M88A1[18]
- Ukraina – Stany Zjednoczone zadeklarowały przekazanie ośmiu sztuk[19]
- Stany Zjednoczone – około 835 M88A2 oraz 360 M88A1 w czynnej służbie[20].

### Byli
- Niemcy – w latach 1966-1992 eksploatowały 125 wozów M88A1, oznaczonych jako Bergepanzer 1, wyposażonych w niemieckie środki łączności. Zastąpione przez Bergepanzer 2 i Bergepanzer 3;
- Stany Zjednoczone
  - United States Marine Corps – wycofane w 2020 roku[21].